# 敦彭县
敦彭縣（寮語：ເມືອງຕົ້ນເຜິ້ງ）是位於寮國西北部博膠省的一個縣， 該縣與泰國清萊府清盛縣和清孔縣接壤。敦彭縣還是金三角經濟特區所在地。

## 經濟
敦彭縣的經濟以及博膠省的經濟現在以金三角經濟特區為主。2007年，一對中國夫妻所經營的Kings Romans集團簽訂了湄公河沿岸10,000公頃土地的99年租約。
其中3,000公頃的土地被授予該集團作為免稅區，即現在的經濟特區。由於賭博在中國是非法的，而且經濟特區距離中國只有兩個小時的車程，因此該經濟特區建立了迎合中國遊客的賭場和酒店。